# NGC 3847
NGC 3847 = NGC 3856 ist eine elliptische Galaxie vom Hubble-Typ E im Sternbild Großer Bär am Nordsternhimmel. Sie ist schätzungsweise 426 Millionen Lichtjahre von der Milchstraße entfernt.
Das Objekt wurde am 3. April 1831 von dem britischen Astronomen John Herschel entdeckt.